# Гунько Олександр Петрович
Олекса́ндр Петро́вич Гунько́ (*29 серпня 1952, Чаплинка) — український поет, журналіст та громадський діяч. Член Національної спілки письменників України з 2002, член Незалежної медіа-профспілки України з 2005. Член Національної спілки журналістів України з 2019.
Народився 29 серпня 1952 р. в с. Чаплинка Чаплинського району Херсонської області.
Закінчив Олександрійський індустріальний технікум, Херсонський державний педагогічний інститут та Міжрегіональну академію управління персоналом. Працював учителем.

## Трудовий шлях
- 1973—1975 — слюсар на заводі
- 1975—1979 — студент Херсонського державного педагогічного інституту
- 1979—1987 — вчитель української мови і літератури
- 1987—1990 — кореспондент газети «Нова Каховка»
- 1990 — відповідальний секретар обласної профспілкової газети «трибуна»
- 1990—1996 — редактор газети «Народна трибуна»
- з 1996 — головний редактор регіонального тижневика «Ділові новини», директор ТОВ «Ділові новини»
- 2006—2012 — оглядач відділу «Коментарі» «Газета по-українськи» (Київ)
- з лютого 2017 до 1 березня 2018 року — головний редактор тижневика «Новини ділові», директор ТОВ «Новини ділові»
- з жовтня 2017 року — головний редактор сайту http://NovaKahovka.City [Архівовано 3 червня 2022 у Wayback Machine.]

Лауреат літературних премій ім. Олексія Кручоних (1992), Миколи Куліша (2014), Анатолія Бахути (2015), Григорія Сковороди «Сад божествених пісень» (2018).

## Громадська діяльність
- голова Новокаховської міської організації Товариства української мови (попередника «Просвіти»), 1989—1991
- депутат Суворовської районної ради м. Херсона, 1977—1979
- голова Херсонської обласної організації Національної спілки письменників України, з травня 2017-го по листопад 2018 року

## Публікації

### Друковані збірки поезій
- «Змова мовчання». Збірка поезій. 2000/Олександр Гунько — Нова Каховка, ПІЄЛ. 64 стор.
- Три лауреати. Бунін, Пастернак, Бродський. Переклади з російської Олександра Гунька. 2006. — 124 сторінки. Тираж 500 примірників. ISBN 966-96418-9-6
- Зоряний канон. Книга поезій. 2006/Олександр Гунько. — 124 сторінки. Тираж 500 примірників. ISBN 966-96418-7-X
- На вулиці генія: збірка поезій. 2012/Олександр Гунько — Київ: Гамазин, 2012. — 96 сторінок. ISBN 978-966-1515-45-0
- Брами Всесвіту. Книга поезій. 2014/ Олександр Гунько. — К., Український пріоритет. — 112 стор. ISBN 978-966-2669-47-3
- Сталкери по крові. Книга поезій. 2017/Олександр Гунько — К., Український пріоритет. — 120 стор. ISBN 978-617-7398-57-7
- Квантова нереальність. Книга поезій. 2020/ Олександр Гунько. — К., Український пріоритет. — 176 стор. ISBN 978-617-7398-57-7
- Поклик до Спасу[1]. Книга поезій. 2023/ Олександр Гунько. — К., Український пріоритет. — 160 стор. ISBN 978-617-8345-00-6

### Публікації в Інтернеті
- Поетична сторінка Олександра Гунька на сайті «Клуб поезії» [Архівовано 23 січня 2010 у Wayback Machine.]
- Блог Газети.ua Гунько Олександр [Архівовано 4 березня 2016 у Wayback Machine.]
- Авторська сторінка http://maysterni.com/user.php?id=7716 [Архівовано 24 жовтня 2015 у Wayback Machine.]
- Публікація в «Українській літературній газеті» http://litgazeta.com.ua/poetry/iz-knygy-ctalkery-po-krovi/ [Архівовано 4 лютого 2018 у Wayback Machine.]
- Публікація в «Українській літературній газеті» https://litgazeta.com.ua/poetry/oleksandr-hunko-poslannia-vladyk/ [Архівовано 14 січня 2021 у Wayback Machine.]
- Публікація в «Українській літературній газеті» https://litgazeta.com.ua/poetry/oleksandr-hunko-poklyk-do-spasu/
- Публікація в «Українській літературній газеті» https://litgazeta.com.ua/articles/oleksandr-hunko-obstavyny-moho-polonu/
- Публікація в «Українській літературній газеті» https://litgazeta.com.ua/poetry/oleksandr-hunko-u-nebo-padaiut-vnochi-moi-soldaty/